# 정강신경
정강신경(tibial nerve) 또는 경골신경(脛骨神經)은 궁둥신경의 가지로, 다리오금을 가자미근 섬유활 아래를 통해 통과한다. 종아리 뒤쪽을 따라 내려간 정강신경은 발에서 안쪽발바닥신경과 가쪽발바닥신경으로 갈라지며 끝난다.

## 구조

### 오금
정강신경은 궁둥신경의 두 종말가지 중 더 큰 쪽으로, 척수신경 뿌리 L4, L5, S1, S2, S3 성분을 포함하고 있다. 오금동맥, 오금정맥보다 얕은쪽(또는 뒤쪽)에 놓여 있으며 오금의 위각에서 아래각까지 뻗으며 오금혈관을 가쪽에서 안쪽으로 가로지른다. 정강신경이 오금에서 내는 가지들은 다음과 같다.
- 근육가지 - 근육가지들은 오금의 먼쪽에서 갈라져 나온다. 근육가지가 나와 분포하는 근육에는 장딴지근의 안쪽갈래와 가쪽갈래, 가자미근, 장딴지빗근, 오금근이 있다. 오금근으로 가는 근육가지는 오금근을 가로질러 아래가쪽으로 주행하고, 오금근의 아래쪽 경계 주변을 감고 돌아 오금근의 깊은쪽(또는 앞쪽) 면에 분포한다.  오금근으로 가는 가지는 뒤정강근, 몸쪽정강종아리관절, 정강뼈, 뼈사이막, 먼쪽정강종아리관절에도 분포한다.[1]
- 피부가지 - 정강신경은 오금의 중간에서 안쪽장딴지신경이라는 피부가지도 낸다. 안쪽장딴지신경은 종아리 뒤쪽의 아래쪽 절반을 덮고 있는 피부와 발의 가쪽 경계(새끼발가락 끝까지)를 지배한다.[1]
- 관절가지 - 오금의 위쪽 부분에서 세 개의 관절가지들이 나온다. 위안쪽무릎신경은 넙다리뼈의 안쪽관절융기에 위치한다. 중간무릎신경은 무릎관절의 뒤쪽 관절주머니를 뚫고 넙다리뼈의 융기사이오목에 위치한 구조들에 분포한다. 아래무릎신경은 오금근의 위쪽 경계를 따라 주행하여 정강뼈의 안쪽관절융기에 이른다.[1]

### 종아리 뒤쪽
오금의 아래각에서 정강신경은 가자미근의 힘줄활보다 깊은쪽에서 주행하여 종아리뒤칸으로 들어간다. 종아리에서는 아래안쪽으로 주행하여 발목의 뒤안쪽 측면에 이르는데, 이 지점은 발꿈치뼈의 안쪽결절과 안쪽복사 사이의 중간 지점이다. 정강신경이 끝나는 곳은 엄지벌림근의 이는곳으로, 굽힘근지지띠보다 깊은쪽이다. 이곳에서 정강신경은 발에 분포하는 안쪽발바닥신경과 가쪽발바닥신경으로 나누어지며 끝난다. 종아리뒤칸에서 갈라져 나오는 정강신경의 가지들은 다음과 같다.
- 근육가지 - 가자미근의 깊은 부분, 뒤정강근, 긴발가락굽힘근, 긴엄지굽힘근에 분포한다.[1]
- 피부가지 - 안쪽발꿈치신경은 굽힘근지지띠를 관통하여 발뒤꿈치의 뒤쪽과 아래쪽 면에 분포한다.[1]
- 관절가지 - 발목관절에 분포한다.[1]

### 발
발에서 정강신경은 안쪽발바닥신경과 가쪽발바닥신경으로 나누어지며 끝난다.
- 안쪽발바닥신경 - 두 종말가지 중 더 큰 쪽이다. 엄지벌림근과 짧은발가락굽힘근 사이로 주행하여 더 작은 가지들로 다시 나누어진다. 분포하는 구역은 손에서 정중신경이 분포하는 양상과 비슷하다. 안쪽발바닥신경의 근육가지들은 엄지벌림근, 짧은발가락굽힘근, 짧은엄지굽힘근, 첫째 벌레근에 분포한다. 또한 안쪽발바닥신경은 발바닥 안쪽의 피부에 분포하며, 네 개의 발가락가지를 내어 안쪽 3.5개의 발가락의 피부에 분포한다. 각각의 발가락가지는 발등가지를 내어 발등의 발톱에 분포한다. 또한 관절가지를 내어 발목뼈와 발허리뼈에 해당하는 뼈들에도 분포한다.[1]
- 가쪽발바닥신경 - 두 종말가지 중 더 작은 쪽이다. 앞가쪽으로 주행하여 다섯째 발허리뼈의 바닥에 이른 후 얕은가지와 깊은가지로 나누어진다. 분포 양상은 손의 자신경과 비슷하다. 가쪽발바닥신경의 주 줄기(main trunk)는 새끼벌림근에 분포하며, 발바닥의 피부도 지배한다.[1] 얕은가지는 다시 안쪽가지와 가쪽가지로 나누어진다. 가쪽가지는 짧은새끼굽힘근, 셋째와 넷째 뼈사이근, 발가락 가쪽 측면을 덮고 있는 피부에 분포한다. 안쪽가지는 안쪽발바닥신경과 교통하여 넷째 발가락사이틈새를 덮는 피부에 분포한다.[1] 깊은가지는 둘째, 셋째, 넷째 벌레근과 첫째, 둘째 바닥쪽뼈사이근, 엄지모음근에 분포한다.[1]

## 임상적 중요성
정강신경이 손상되는 경우는 드물며 직접적 외상, 좁은 공간 내에서 포착되거나 오랜 기간 압박된 경우 발생할 수 있다. 손상이 있을 시 발바닥굽힘과 발가락 굽힘의 소실, 안쪽번짐 약화(깊은종아리신경이 분포하는 앞정강근이 여전히 안쪽번짐을 수행) 등이 일어날 수 있다.

## 추가 이미지

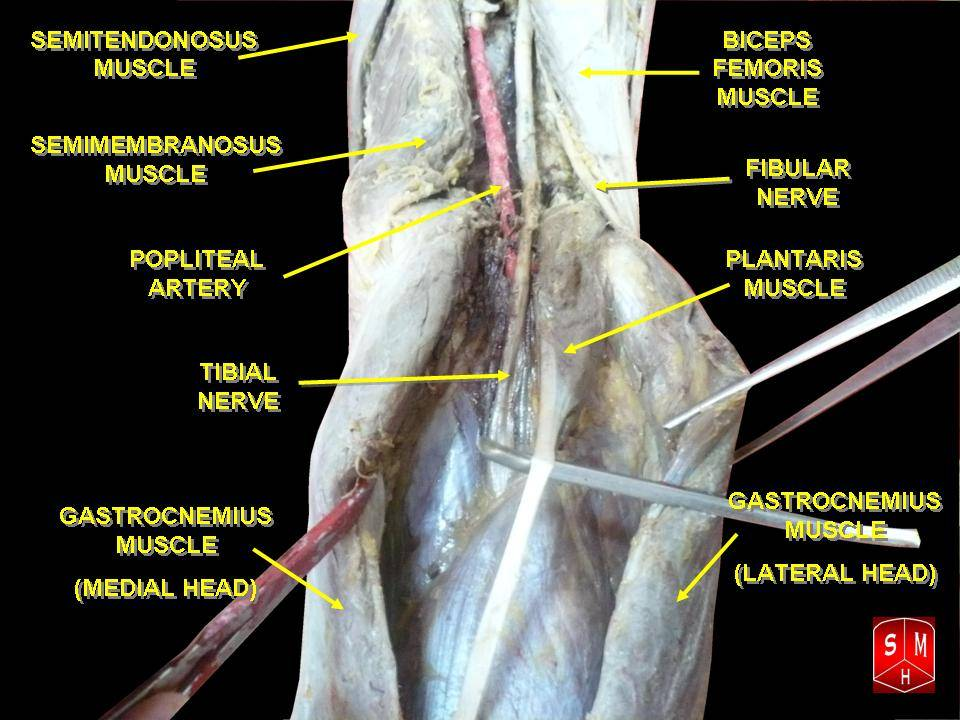
정강신경
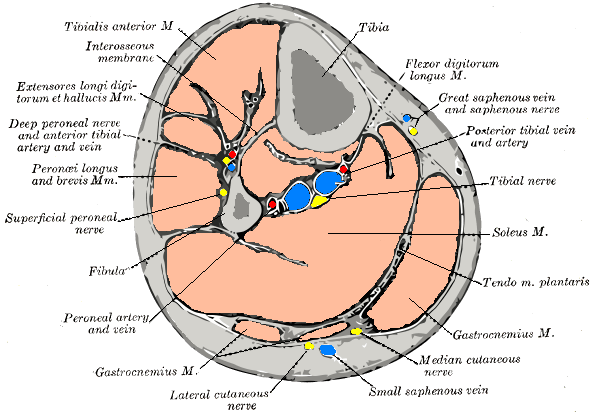
왼쪽 종아리 중간의 단면
오른쪽 하지의 피부신경 분포. 앞쪽과 뒤쪽에서 본 그림.
발바닥의 피부신경 분포
엉치신경얼기의 모식도. 정강신경이 갈라져 나오는 것은 좌측 하단에 표시되어 있다.
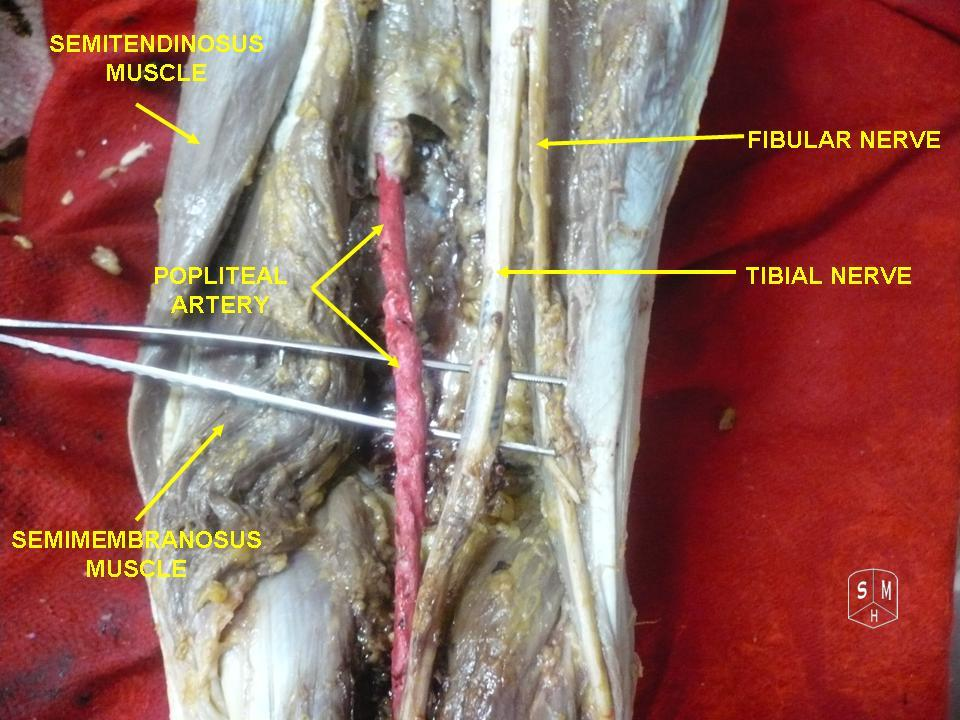
정강신경
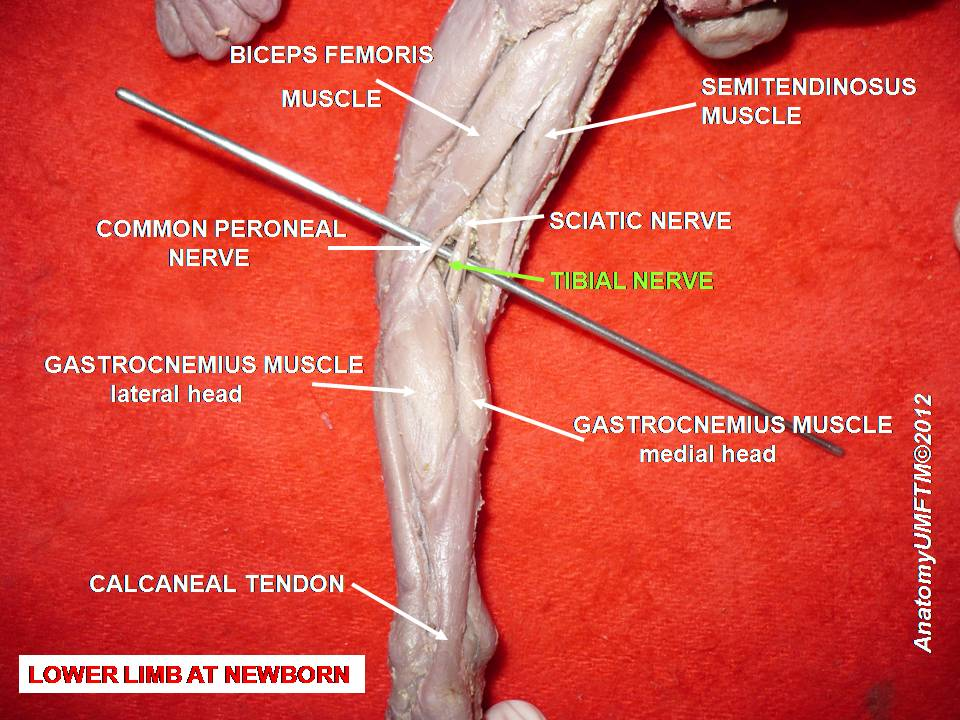
정강신경
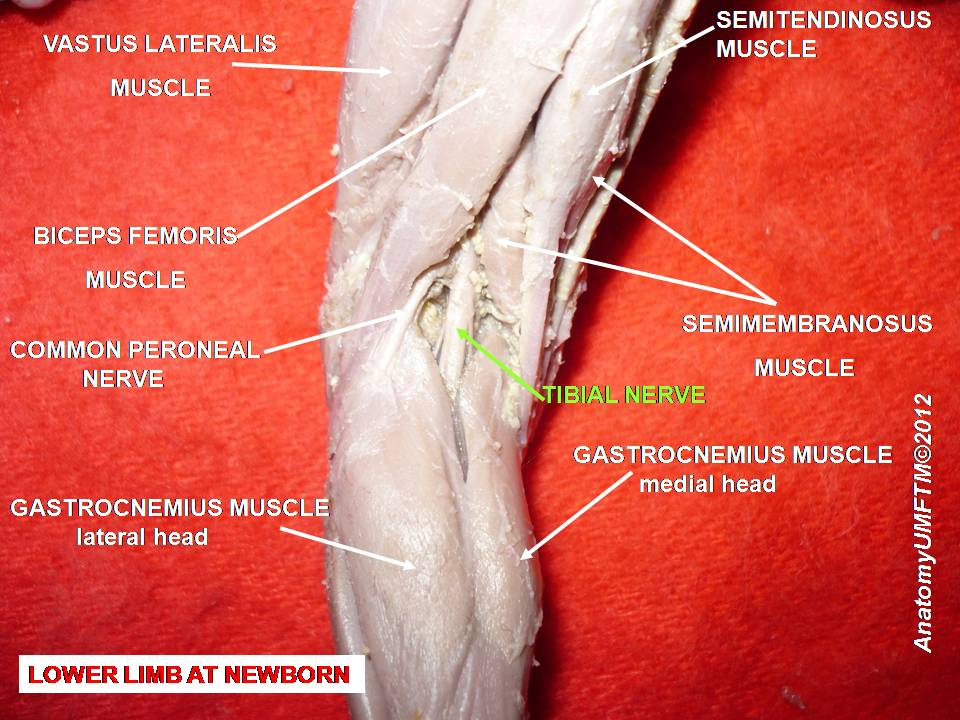
정강신경